# Jakob Fuchs
Jakob Fuchs (* 23. Juli 1911; † 26. April 1944 in Wien) war ein österreichischer Glaser, der wegen Widerstandes gegen die NS-Diktatur aufgrund angeblichen Hochverrats hingerichtet wurde.

## Biografie
Fuchs arbeitete in der Brunner Glasfabrik in Brunn am Gebirge und war im Widerstand gegen den Nationalsozialismus engagiert. In diesem Zusammenhang ist er mit Sabotageakten bei der Glasproduktion in Verbindung zu bringen. Er war Werber und Kassierer einer Betriebszelle der Roten Hilfe in Brunn am Gebirge, die Geld für die Angehörigen der Opfer der NS-Diktatur sammelte.
Er wurde am 15. Februar 1944 vom Volksgerichtshof wegen Vorbereitung zum Hochverrat zum Tode verurteilt und am 26. April 1944 hingerichtet. Zeitzeugen (u. a. Liane Scheiblauer, Tochter des Glasarbeiters Franz Ulrich) berichten, dass sein beharrliches Schweigen die Verhaftung und Hinrichtung vieler anderer Brunner Glasarbeiter verhinderte. Auch deswegen hat die Marktgemeinde Brunn am Gebirge eine Straße nach ihm benannt.